# Ernst Friedrich Ferdinand Robert
Ernst Friedrich Ferdinand Robert (* 15. August 1763 in Kassel; † 12. Januar 1843 ebenda) war ein deutscher Künstler und Hochschullehrer.

## Leben
Ernst Friedrich Ferdinand Robert wurde als Sohn des Regierungsrates Johann Friedrich Robert (1726–1801) und dessen Ehefrau Marie Caroline Robert (1730–1784), die auch seine Cousine war und eine Schwester der Ehefrau von Johann Heinrich Tischbein, geboren; die Familie Robert entstammte einer Hugenottenfamilie.
Ernst Friedrich Ferdinand Robert studierte ab 1776 an der Kasseler  Akademie für Malerei bis 1780 in der Zeichenklasse und danach weitere vier Jahre bei seinem Onkel Johann Heinrich Tischbein der Ältere. Ein Reisestipendium des Landgrafen Wilhelm IX. ermöglichte es ihm von 1786–1788 in Paris bei François André Vincent zu studieren. Nach dem Studium hielt er sich 1789/90 in Rom auf und kehrte dann nach Kassel zurück.
1793 wurde er neben Wilhelm Böttner zweiter Lehrer in der Zeichen- und Perspektivklasse der Akademie für Malerei, allerdings erhielt er neun Jahre lang keine Besoldung. Er bemühte sich bereits ab 1803 um den Posten des Galerieinspektors bei der Kasseler Gemäldegalerie, erhielt diesen jedoch erst 1814. Im gleichen sowie im darauffolgenden Jahr war er an der Rückführung der während der französischen Besatzung unter König Jérôme Bonaparte geraubten Kasseler Kunstschätze aus Paris beteiligt, als er den Direktor des Museum Fridericianum Johann Ludwig Völkel, Jacob Grimm, den Geheimen Regierungsrat und Kammerherrn Georg Ferdinand von Lepel nach Paris begleitete.
1826 erfolgte seine Ernennung zum Professor an der Akademie für Malerei; zu seinen Schülern gehörten die Maler Carl Heinrich Arnold (1793–1874), Ludwig Emil Grimm (1790–1863) sowie Christian Friedrich Deiker (1792–1843).

## Wirken
Ernst Friedrich Ferdinand Robert schuf vor allem Porträts, Historienbilder, Dekorationsmalereien und Kopien nach alten Meistern, besonders der Kasseler Gemäldegalerie, sowie Landschaften und seit 1806 auch Radierungen und Schabkunstblätter.

## Mitgliedschaften
Am 4. Januar 1835 gründeten die Akademiker Friedrich Müller, Ludwig Hummel, Johann Christian Ruhl, Ludwig Sigismund Ruhl, Julius Eugen Ruhl, Johann Bromeis, Justus Heinrich Zusch, Karl Christian Aubel, Werner Henschel, Ludwig Emil Grimm, Johannes Konrad Wolff, Ernst Friedrich Ferdinand Robert und Oberbaurat Justus Kühnert den Kunstverein für Kurhessen in Kassel als Verlosungsgesellschaft.

## Schriften
- Versuch eines Verzeichnisses der Kurfürstlich hessischen Gemälde-Sammlung. Cassel gedruckt in der Hampeschen Buchdruckerei 1819.
- Verzeichniß der Kurfürstlichen Gemählde-Sammlung. Cassel gedruckt bei Johann Hermann Hampe 1830.
- Auszug aus dem Verzeichnisse der Kurfürstlichen Gemälde-Sammlung. Cassel 1840.